# Jardín italiano

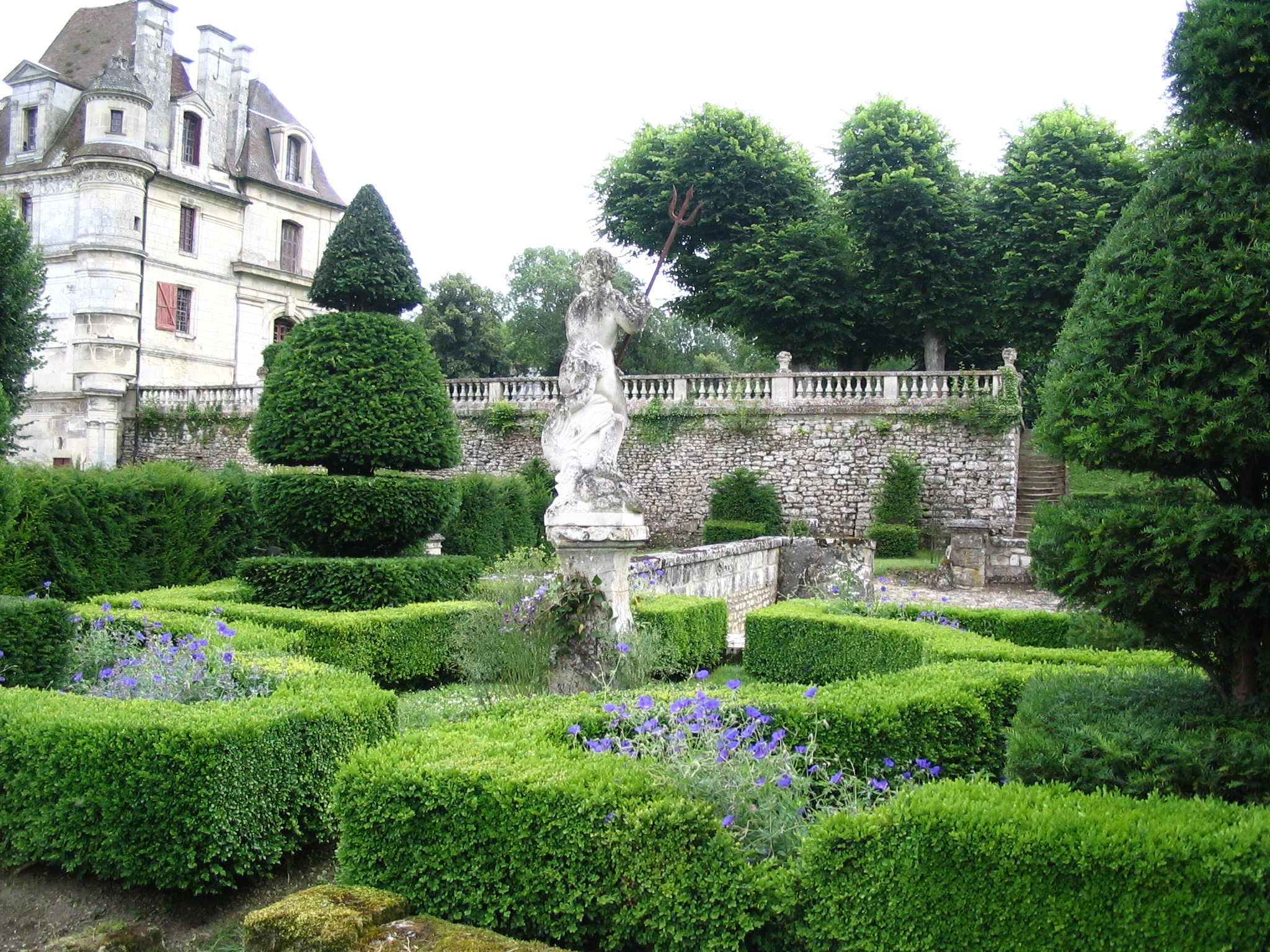
Jardín italiano del Château d'Ambleville (Francia).

El jardín italiano o jardín a la italiana (en italiano: Giardino all'italiana) nace sobre las colinas que bordean el Arno, en la región de Florencia, a comienzos del Renacimiento italiano, inspirado por los jardines romanos y napolitanos y sintetizando sus nuevas maneras.

## Los principios de composición

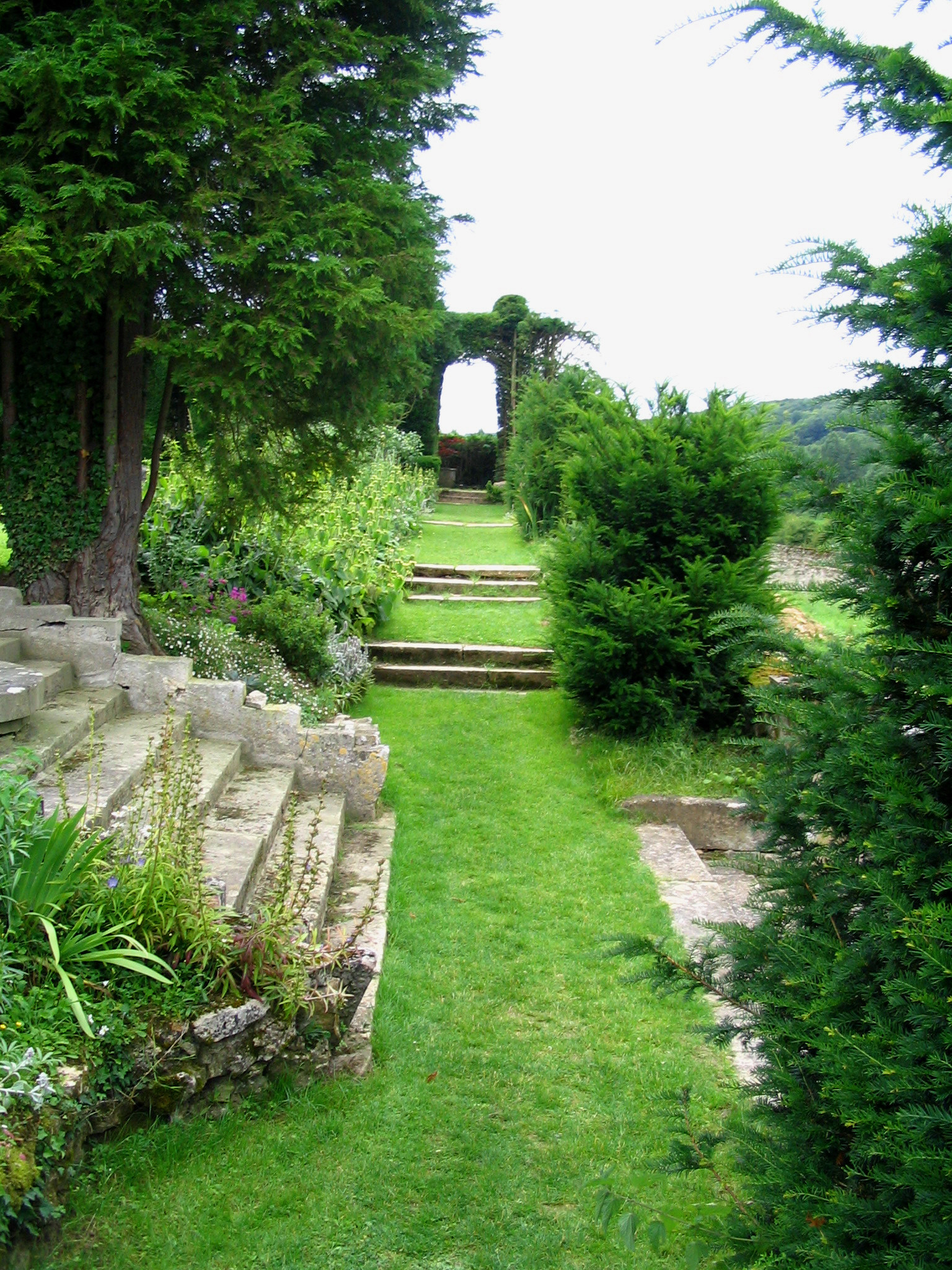
Composición de pantallas vegetales. Château d'Ambleville.

. La composición se produce sin embargo en conjuntos más vastos, superpuestos en terrazas y abriendo amplias perspectivas. El jardín a la italiana se caracteriza por su capacidad para explotar el paisaje cercano. La composición de los planos horizontales en terrazas, la utilización de pantallas de vegetación cortadas crean fugas que enmarcan y ponen en valor el paisaje del campo italiano. Este modo de composición, que se encuentra en la pintura del Renacimiento italiano refleja el ideal de apertura del pensamiento humanista.
Las estatuas imitadas de la antigüedad, la presencia reponiendo del agua, vegetales elegidos y ordenados y la división matemática del espacio dominada por la geometría y la simetría son los principios mismos del jardín del Renacimiento florentino. Minerales y vegetales son tratados de la misma manera, al servicio de un mismo propósito arquitectónico.
Se expresan las vicisitudes, la difícil investigación de la verdad, simbolizadas por la presencia de un laberinto, los destinos humanos escapan a los hombres por las estatuas inspiradas por el arte antiguo (estatua de Júpiter, estatua colosal de los Apeninos), las grutas representan el origen terrestre de los hombres.
Los jardines están situados alrededor de las villas, casi siempre de los Médici, poniéndolos en valor y sirviendo de teatro para sus fiestas fastuosas. Estos jardines, autómatas accionados por fuerza del agua permiten todas las escenografías festivas.

## Lista de los jardines de la Toscana

### Región de Florencia
- Antella (Florencia) - Jardines de la villa di Lappeggi.
- Cerreto Guidi - Jardines de la villa di Cerreto Guidi, para el conde Guidi después vendida a Cosme I de Médici, en el siglo XVI.
- Fiesole - Jardines de la villa Médici, célebre por las rosas de su "jardín secreto".
- Montelupo - Jardines de la villa dell'Ambrogiana, por el arquitecto Buontalenti, hacia 1587.
- Pian del Giullari - Jardines de la villa Capponi por Carlo Fontana.
- Pratolino - Jardines de la villa du Pratolino o villa Demidoff, a cargo de Francisco I de Médici en 1568, por el arquitecto Buontalenti.
- San Piero a Sieve - Jardines del castello del Trebbio.
- Sesto Fiorentino - Jardín de la villa Corsi Salviati.
- Settignano - Jardines de la Villa Gamberaia.
- Stia - Jardines del Castello di Palagio.
- Villa La Pietra.

### Región de Siena
- Siena - Jardines de la Villa di Fagnano, del arquitecto Giovanni Battista Piccolomini.
- Castelnuovo Berardenga - Jardines de la Villa Chigi, del arquitecto Agostino Fantastici.
- Geggiano - Jardines de la Villa Bianchi Bandinelli.
- Castelnuovo Berardenga - Jardines de la Villa Arceno.
- San Quirico d'Orcia - los Horti Leonini, en forma de hexágono alargado.

### Región dePisa
- Agnano - Jardines de la Villa Medicea, construida por Laurent le Magnifique.
- Calci - Jardines de la Villa Lanfranchi, condicionados hacia 1570, por Jacobo VI Appiano d'Aragona, comandante de la Marina de Cosme I.
- La Cava (Pisa) - Jardins de la Villa Riccardi, família florentina dels Riccardi.
- Villa di Corliano - Jardines de la Villa di Corliano.

### Región de Lucca
- Lucca - Jardines de la Villa Bottini.
- Lucca - Jardines del Palacio Pfanner, condicionados en el siglo XVIII por el arquitecto Filippo Juvara.

### Región dePrato
- Jardines de la Villa di Artimino G. Zocchi, llamada la ferdinande ya que fue construida para Fernando I por Buontalenti.
- Jardines de la villa medicea de Poggio a Caiano.

### Región dePistoia
- Buggiano - Jardines de la Villa Bellavista, del arquitecto florentino Antonio Maria Ferri, a cargo de Francesco Feroni (1673).
- Jardines de la Villa di Montevettolini.
- Jardines de la Villa Garzoni.
- Lamporecchio - Jardines de la villa Rospigliosi, construida en 1667 por Giulio Rospigliosi, elegido papa bajo el nombre de Clemente IX

## Los jardines a la italiana en Francia
- Jardines del Château d'Ambleville, en el Valle de Oise.

## Los jardines a la italiana en Alemania
- Jardín de naranjos amargos de Leonberg